# Comitatul Boone, Indiana
Comitatul Boone, conform originalului din limba engleză, Blackford County, este unul din cele 93 de comitate ale statului american Indiana. Conform recensământului Statelor Unite Census 2000, efectuat de United States Census Bureau, populația totală era de 12.677 de locuitori. Sediul comitatului este orașul Lebanon GR6.

## Geografie

### Comitate înconjurătoare
- Comitatul Clinton—nord
- Comitatul Hamilton—est
- Comitatul Marion—sud-est
- Comitatul Hendricks—sud
- Comitatul Montgomery—vest

## Demografie
|  | Graficele sunt indisponibile din cauza unor probleme tehnice. Mai multe informații se găsesc la Phabricator și la wiki-ul MediaWiki. |

Date: Wikidata - grafică realizată de Wikipedia